# 济南府
济南府，中国古代的府，在今山东省境内。
北宋政和六年（1116年）升齐州置，治所在历城县（即今山东省济南市）。下领五县：历城县、禹城县、章丘县、长清县、临邑县，辖境约当今山东省济南、长清、齐河、禹城、临邑、济阳、章丘等市县地。宋代词人李清照、辛弃疾皆此地人。金朝时，下领七县、二十九镇：历城县、临邑县、齐河县、章丘县、禹城县、长清县、济阳县。海陵王时，耿京起义于此。元朝初年，为中书省济南路。
至正二十七年（1367年），朱元璋改为济南府。明、清为山东省会。明朝时，济南府领四州，二十六县：历城县、章丘县、邹平县、淄川县、长山县、新城县、齐河县、齐东县、济阳县、禹城县、临邑县、长清县、肥城县、青城县、陵县、泰安州（新泰县、莱芜县）、德州（德平县、平原县）、武定州（阳信县、海丰县、乐陵县、商河县）、滨州（利津县、沾化县、蒲台县）。
清朝时，辖境扩大，约当今山东省北部，西至德州市、平原、齐河，东至临邑、邹平、淄博，南至胶济铁路南侧泰山、鲁山等山脉。清代的濟南府，考评：衝，繁，難。巡撫，布政、提學、提法、鹽運司，濟東泰武臨、巡警、勸業道駐。初沿明制為省治，領州四，縣二十六。雍正中，武定州、泰安州、滨州改为直隶州，割陽信、萊蕪、利津等九縣屬之。領州一，縣十五：历城县、章丘縣、鄒平縣、淄川縣、長山縣、新城縣、齊河縣、齊東縣、濟陽縣、禹城縣、臨邑縣、長清縣、陵縣、德平縣、平原縣、德州。1913年废。

## 延伸阅读
[在维基数据编辑]
 《欽定古今圖書集成·方輿彙編·職方典·濟南府部》，出自陈梦雷《古今圖書集成》